# Evans (cráter)

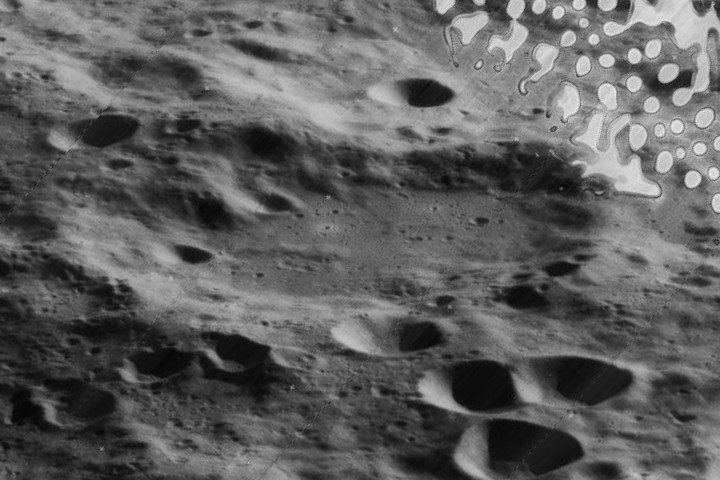
Vista de Evans desde el Lunar Orbiter 5, (lado oeste)

Evans es el remanente de un cráter de impacto que se encuentra en la cara oculta de la Luna, al sursudoeste de la inmensa llanura amurallada del cráter Hertzsprung, y dentro de la amplia falda formada por el material expulsado durante el impacto que originó la cuenca.
| [[File:EvansCraterLOC.jpg\|1200px\|alt={{{Alt\|{{{descripción}}}]]          |
| Localización de Evans. Fotografía de la misión Lunar Reconnaissance Orbiter |

Este material ha desbordado el borde norte de Evans y la parte norte del suelo interior. El borde sur no está tan gravemente dañado, aunque es irregular, y aparece erosionado y cubierto por un par de pequeños cráteres. La parte más intacta del brocal es la sección del sudeste.

## Cráteres satélite
Por convención estos elementos son identificados en los mapas lunares poniendo la letra en el lado del punto medio del cráter que está más cerca de Evans.
|       | \| Evans \| Coordenadas \| Diámetro \| \| ----- \| -------------------------------- \| -------- \| \| Q \| 11°12′S 136°24′O / -11.2, -136.4 \| 137 km \| |          |
| Evans | Coordenadas | Diámetro |
| Q     | 11°12′S 136°24′O / -11.2, -136.4 | 137 km   |